# Comté de Buncombe
Pour les articles homonymes, voir Buncombe.
Le comté de Buncombe est un comté situé dans l'État de Caroline du Nord aux États-Unis. En 2010, sa population est de 238 318 habitants.

## Histoire
Le comté a été créé en 1791 à partir des comtés de Burke et Rutherford. Il a été nommé en l'honneur de Edward Buncombe (en), un colonel de la guerre d'indépendance des États-Unis capturé à la bataille de Germantown. Il s'étendait, à son origine, jusqu'au Tennessee. La plupart des colons étaient des baptistes

## Démographie
| 1800  | 1810  | 1820   | 1830   | 1840   | 1850   | 1860   | 1870   |
| ----- | ----- | ------ | ------ | ------ | ------ | ------ | ------ |
| 5 812 | 9 277 | 10 542 | 16 281 | 10 084 | 13 425 | 12 654 | 15 412 |

| 1880   | 1890   | 1900   | 1910   | 1920   | 1930   | 1940    | 1950    |
| ------ | ------ | ------ | ------ | ------ | ------ | ------- | ------- |
| 21 909 | 35 266 | 44 288 | 49 798 | 64 148 | 97 937 | 108 755 | 124 403 |

| 1960    | 1970    | 1980    | 1990    | 2000    | 2010    | - | - |
| ------- | ------- | ------- | ------- | ------- | ------- | - | - |
| 130 074 | 145 056 | 160 934 | 174 821 | 206 330 | 238 318 | - | - |

## Communautés
- Délimitation du comté
- Villes
- Census-Designated Place

### Cities
- Asheville

### Towns
- Biltmore Forest
- Black Mountain
- Montreat
- Weaverville
- Woodfin

### Census-Designated Places
- Avery Creek
- Bent Creek
- Fairview
- Royal Pines
- Swannanoa